# Acampe praemorsa
Acampe praemorsa (Roxb.) Blatt. & McCann (1932), es una orquídea de hábito epífita originaria de Asia.

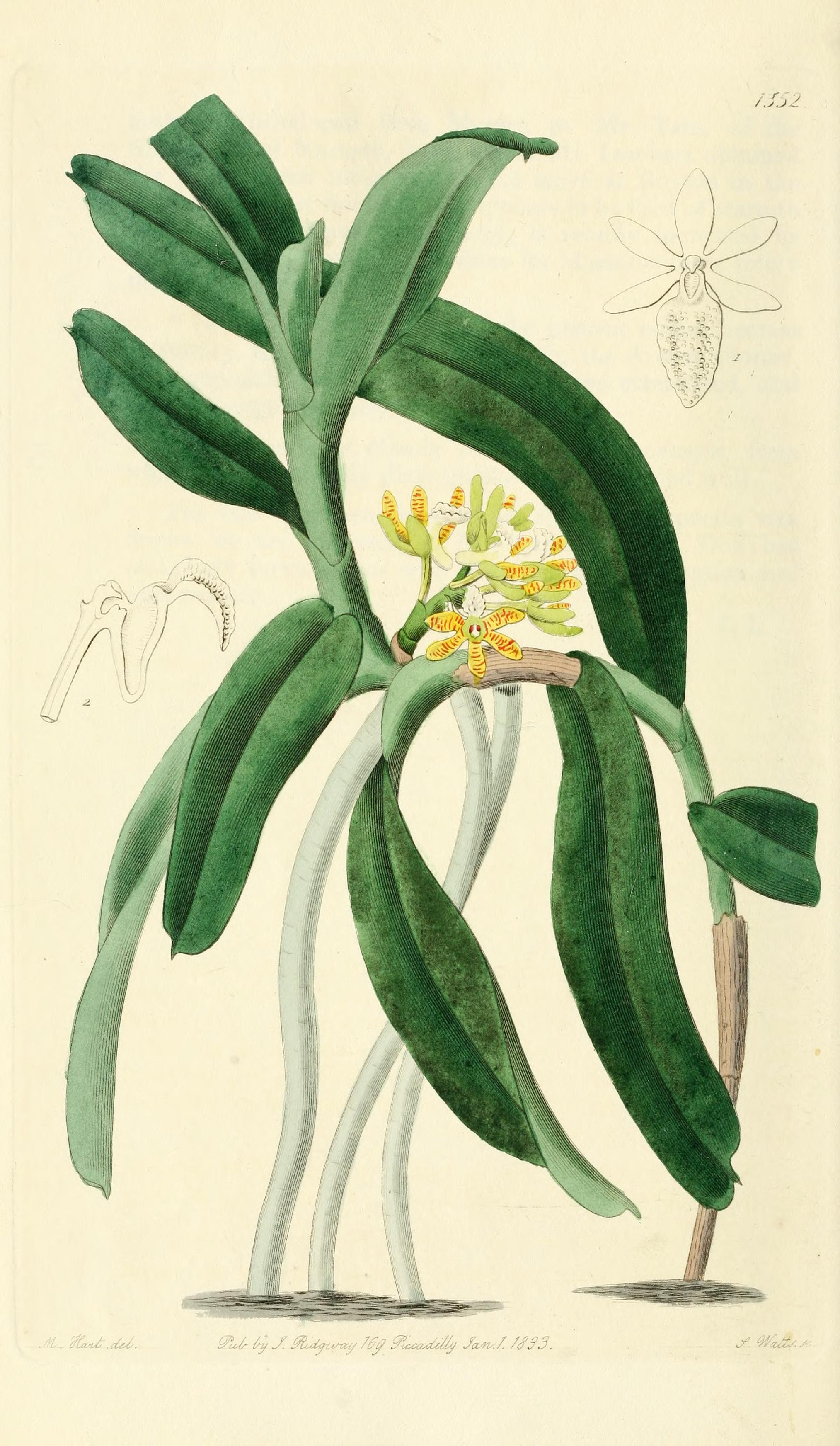
Ilustración.

## Descripción
Es una planta de gran tamaño con hábito epífita y  monopódica que crece en climas cálidos y que debe ser tratada como las especies del género Vanda. Tiene  tallo y las hojas son estrechamente oblongas,  coriáceas, oblicuamente truncadas, ligeramente escotada en dos lóbulos desiguales, ápice sub-mucronado. Florece en el otoño en una corta inflorescencia de 2,5 cm de largo en umbela con muchas flores [de 10 a 12] diminutas y fragantes.

## Hábitat y distribución
Se encuentran en Bangladés, India, Nepal, Sri Lanka y Birmania a altitudes desde el nivel del mar a 950 m s. n. m.

## Taxonomía
Acampe praemorsa fue descrita por  (Roxb.) Blatt. & McCann  y publicado en Journal of the Bombay Natural History Society 35: 495. 1932
Etimología
Acampe: nombre genérico que deriva de la palabra griega "akampas" = "rígido" refiriéndose a sus pequeñas e inflexibles flores.
praemorsa: epíteto latino que significa "mordido el final".
Sinonimia
Los siguientes nombres se consideran sinónimos de Acampe praemorsa:
- Acampe carinata (Griff.) Panigrahi 1985
- Acampe papillosa (Lindl.) Lindl. 1853
- Acampe wightiana (Lindl. ex Wight) Lindl. 1853
- Cymbidium praemorsum (Roxb.) Sw. 1799
- Epidendrum praemorsum Roxb. 1795
- Gastrochilus carinatus (Griff.) Schltr. 1913
- Gastrochilus papillosus Kuntze 1891
- Saccolabium carinatum Griff. 1851
- Saccolabium papillosum Lindl. 1833
- Saccolabium papillosum Dalzell & Gibson 1861
- Rhynchostylis papillosa Heynh. 1846
- Saccolabium praemorsum (Roxb.) Hook.f. 1890
- Saccolabium wightianum (Lindl. ex Wight) Hook.f. 1890
- Sarcanthus praemorsus (Roxb.) Lindl. ex Spreng. 1826
- Sarcochilus praemorsus Spreng. 1828
- Vanda wightiana Lindl. ex Wight 1851[4][5]